# ألدابرا
ألدابرا، ثاني أكبر جزيرة مرجانية في العالم (أكبرها هي كيريتيماتي)، تقع شرق قارة أفريقيا. وهي جزء من مجموعة جزر ألدابرا في المحيط الهندي، وهي جزء من الجزر الخارجية لسيشل، على بُعد 1120 كيلومترًا (700 ميل) جنوب غرب العاصمة فيكتوريا في جزيرة ماهي. في البداية، أطلق البحارة العرب على ألدابرا هذا الاسم نظرًا لبيئتها القاسية، وأصبحت مستعمرة تابعة لفرنسا في القرن الثامن عشر، مما أدى إلى استغلال مواردها الطبيعية، وخاصة السلاحف العملاقة. بعد أن وقعت تحت السيطرة البريطانية، واجهت ألدابرا استخدامًا عسكريًا محتملًا في ستينيات القرن الماضي، إلا أن الاحتجاجات الدولية أدت إلى حمايتها. تتميز الجزيرة المرجانية بجغرافيتها الفريدة، حيث تضم أكبر شعاب مرجانية مرتفعة في العالم وبحيرة ضحلة كبيرة. يتضمن تاريخ ألدابرا آثارًا بشرية، بما في ذلك مشاريع زراعية فاشلة. بعد الحرب العالمية الثانية، ازدادت جهود الحفاظ عليها، مما أدى إلى ضمها إلى إقليم المحيط الهندي البريطاني، واستقلال سيشل في نهاية المطاف. وفي أعقاب احتجاج دولي من العلماء عُرف باسم "قضية ألدابرا"، أجرت الجمعية الملكية في لندن، ثم مؤسسة جزر سيشل، أبحاثًا أدت إلى إعلان ألدابرا كموقع للتراث العالمي لليونسكو عام 1982. تُشكل نباتات وحيوانات الجزيرة المرجانية، ولا سيما السلاحف العملاقة، "عجيبة بيئية"، حيث تُمثل ألدابرا أرضًا خصبة لتكاثر أنواع مختلفة. ولا تزال تحديات الحفاظ على البيئة، مثل الأنواع الغازية والتلوث البلاستيكي، قائمة، لكن التدابير الوقائية، بما في ذلك تصنيفها من قِبل اليونسكو، تُؤكد على أهمية ألدابرا كموقع بحث علمي حيوي طبيعي. وتستقبل ألدابرا عددًا محدودًا من السياح لحماية نظامها البيئي الدقيق، ويمكن الوصول إليها بشكل أساسي من خلال الجولات المصحوبة بمرشدين.